# Une leçon clinique à la Salpêtrière
Une leçon clinique à la Salpêtrière – obraz André Brouilleta z 1887 roku. 

## Opis
Obraz przedstawia wykład z zakresu neurologii prof. Charcota w klinice Salpêtrière, połączony z demonstracją mającej napad histerii pacjentki, „Blanche” (Marie) Wittman. Przedstawieni są asystenci i studenci Charcota, wśród nich Józef Babiński, Georges Gilles de la Tourette, Pierre Marie, Alexis Joffroy, Charles Féré, André-Victor Cornil.